# 乌德泽勒
乌德泽勒（法語：Oudezeele，法語發音：[udəzɛl]）是法国上法蘭西大區北部省的一个市镇，位于该省西北部，属于敦刻尔克区。

## 地理
乌德泽勒（50°50'18"N, 2°30'38"E）面积9.36 平方千米，位于法国上法蘭西大區北部省，该省份为法国最北部的省份及最长的省份，西北濒北海，西接加来海峡省，南至埃纳省和索姆省，东与比利时接壤。
与乌德泽勒接壤的市镇（或旧市镇、城区）包括：埃尔泽勒、斯滕福德、维讷泽勒、沃尔穆特、卡塞勒、阿尔迪福尔。

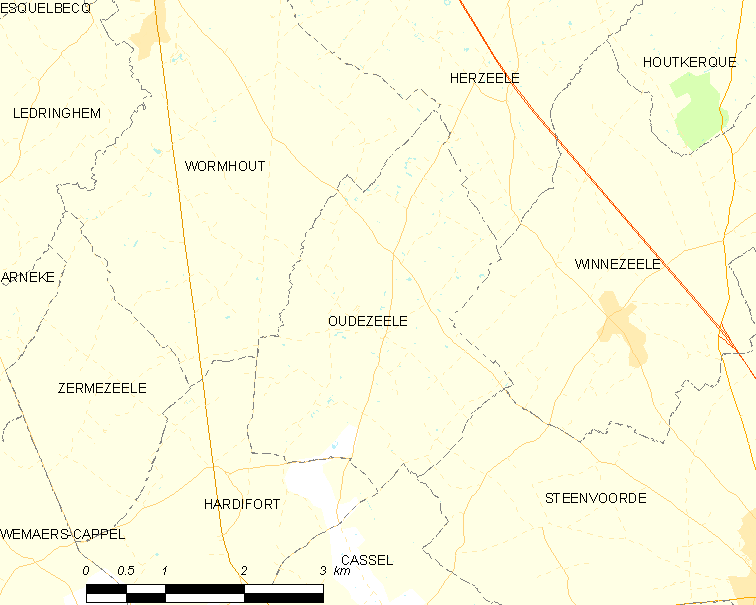
乌德泽勒的OSM定位图

乌德泽勒的时区为UTC+01:00、UTC+02:00（夏令时）。

## 行政
乌德泽勒的邮政编码为59670，INSEE市镇编码为59453。

## 政治
乌德泽勒所属的省级选区为沃尔穆特县。

## 人口

1962-2008年间乌德泽勒人口变化图示

乌德泽勒于2022年1月1日时的人口数量为690人。